# O3D
O3D — це JavaScript API з відкритим кодом (ліцензія BSD), що створена компанією Google для розобки інтерактивних 3D-застосунків, що виконуються в вікні браузера чи як XUL-застосунок.
O3D позиціонується як така, що заповнить порожнечу між настільними застосунками, 3D застосунками і HTML браузерами. Передбачається, що створення повнофункціонального 3D рушія, який можна завантажити через веббраузер, зніме необхідність встановлення великих застосунків на комп'ютер. Це дозволить O3D максимізувати повторне використання компонентів серед застосунків. На додачу, O3D використовує архітектуру, що базується на використанні плагінів, що дозволить стороннім розробникам додавати функциональності, як, наприклад, фізичні рушії, системи часток, чи візуальні ефекти до чи після процесу рендеру об'єкта. Важливо відмітити, що плагіни написані мовою C, що взаємодіє безпосередньо з апаратним забезпеченням, тому швидкість вимальовування напряму залежить від відеокарти комп'ютера.
Головною перевагою O3D є 3D рушій, що може завантажувати, відмальовувати та зміняти моделі, та використані текстури динамічно за допомогою AJAX чи COMET в режимі реального часу. Традиційна компіляція коду, ресурсів застосунку чи бібліотек об'єктів більше не потрібна, оскільки все це буде завантажено в режимі реального часу. Прямим наслідком цього є значно легша розробка великих 3D застосунків, оскільки розробнику не потрібно компілювати застосунок щоразу як вносяться зміни.

## Дивись також
- WebGL — Відкритий стандарт відображення 3D графіки за допомогою JavaScript.

## Виноски
1. ↑  O3D main developer's page [Архівовано 25 травня 2009 у Wayback Machine.] from Google Code